# Roter Tropfen (Fränkischer Albverein)
Der Rote Tropfen (FAV 039) ist ein Fernwanderweg von Ansbach nach Dutzenthal in Mittelfranken. Er ist 48 km lang und führt durch den Rangau. Der Weg verläuft fast komplett im Naturpark Frankenhöhe.

## Strecke
Markiert wird der Verlauf mit dem Wegzeichen „Roter Tropfen auf weißem Grund“. Der Wanderweg startet in Ansbach und führt nordwärts auf die Höhe nach Wüstendorf und Rügland. Über Andorf und Ebersdorf im Bibert-Tal geht es weiter nach Neuhof an der Zenn. Der Weg führt weiter über Markt Erlbach und Neustadt an der Aisch nach Dutzenthal. In Dutzenthal hat der Weg Anschluss an den gleichnamigen Wanderweg zum Heidebuck (448 m ü. NHN) bei Weigenheim.

### Streckenverlauf
- Ansbach (Residenz Ansbach, Bahnhof)
- Wüstendorf
- Rügland (Schloss Rügland)
- Andorf und Ebersdorf (Bibert)
- Neuhof an der Zenn
- Markt Erlbach (Bahnhof)
- Neustadt an der Aisch (Bahnhof)
- Dutzenthal